# بطريق ماجلاني
البطريق الماجلاني (Spheniscus magellanicus) هو البطريق الذي يعيش في أمريكا الجنوبية، وتربيته في باتاغونيا الساحلية، بما في ذلك الأرجنتين وشيلي وجزر فوكلاند، مع بعض الهجرة إلى البرازيل وأوروغواي، حيث ينظر إليها أحيانا إلى الشمال حتى إسبيريتو سانتو، هذا هو الأكثر عددا من طيور البطريق الستيفانيسكوس، أقرب أقربائها هم البطريق الأفريقي، البطريق هومبولت، وطيور البطريق غالاباغوس، سمي البطريق الماجلاني تيمنا بالمستكشف البرتغالي فرديناند ماجلان، الذي رصد الطيور في عام 1520، يتم سرد الأنواع بأنها أقل قلقا من قبل الاتحاد الدولي لحفظ الطبيعة والطبيعة.

## وصف

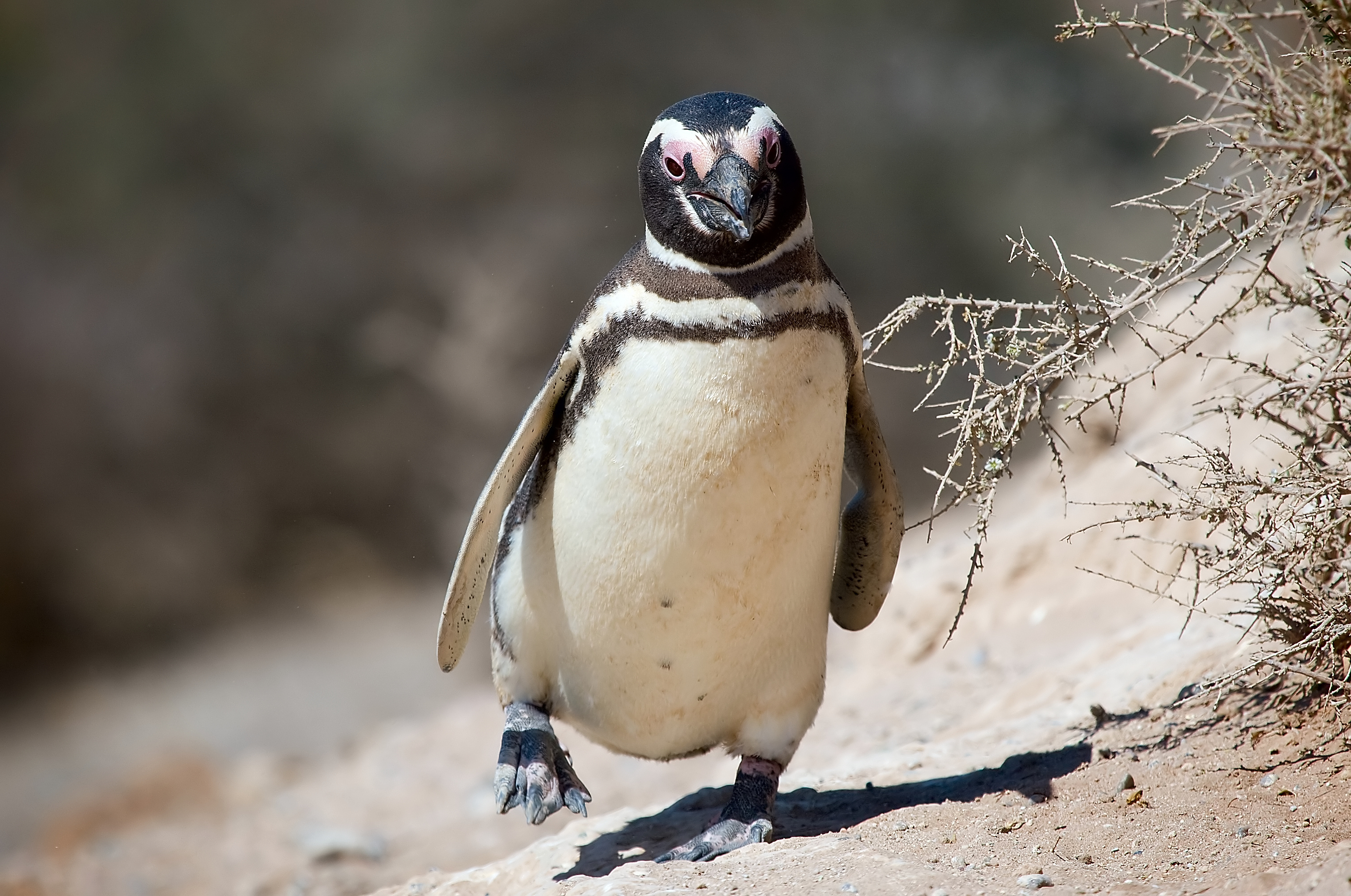
بطريق ماجلان على ساحل الأرجنتين

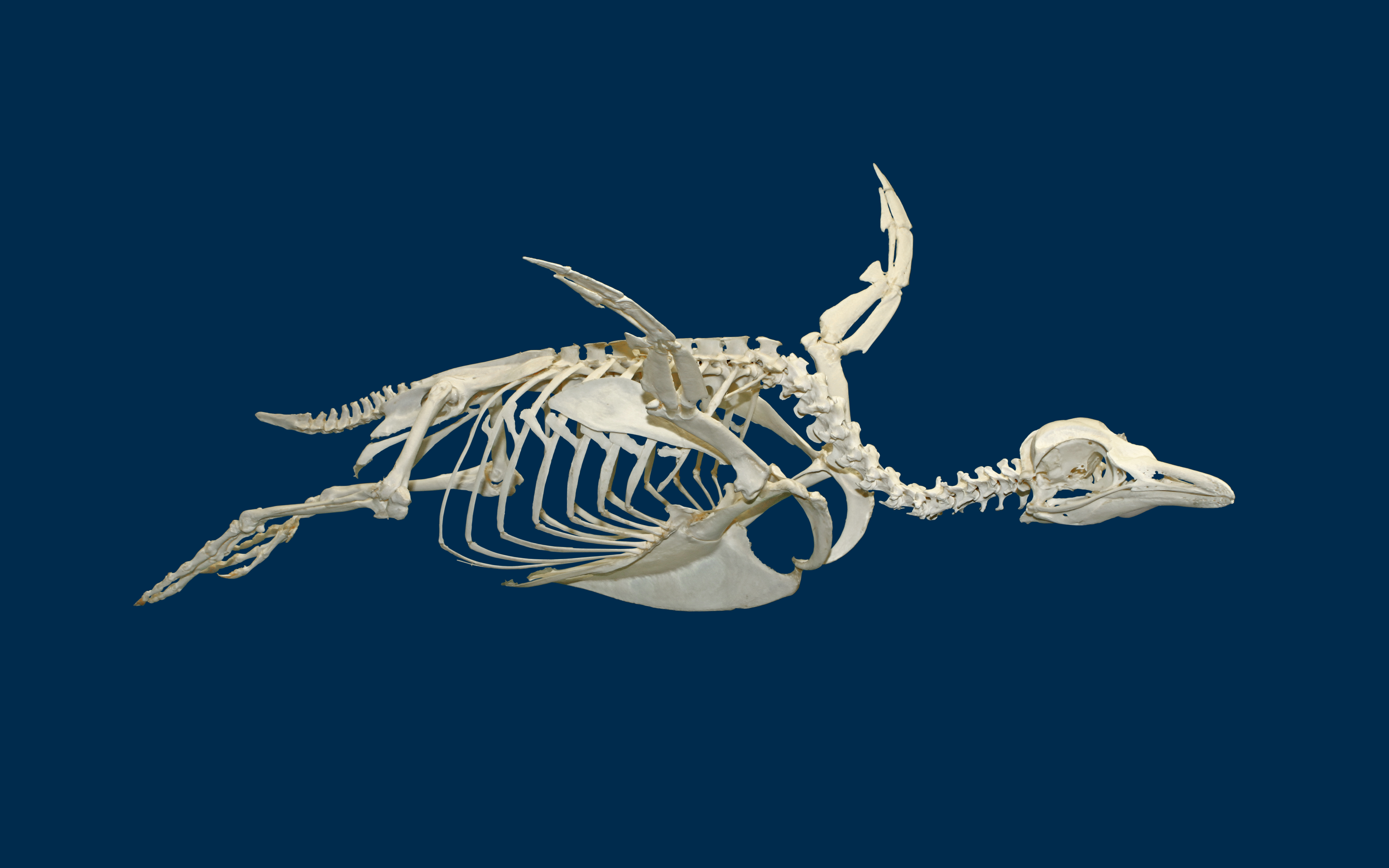
هيكل عظمي لبطريق ماجلاني

طيور البطريق الماجلاني هي طيور بطريق متوسطة الحجم التي تنمو لتكون 61-76 سم (24في30) طول القامة، وتزن بين 2.7 و 6.5 كجم (6.0 و 14.3 رطل)،الذكور أكبر من الإناث، ووزن كل من قطرات في حين أن الآباء والأمهات تربية صغارهم.
البالغين لديهم ظهور سوداء وبطن بيضاء، وهناك نوعان من العصابات السوداء بين الرأس والثدي، مع الفرقة السفلى على شكل حدوة حصان مقلوبة، الرأس أسود مع حدود بيضاء واسعة تمتد من وراء العين، حول الأذن السوداء السرية والذقن، وينضم في الحلق، الفراخ وطيور البطريق الأصغر سنا لها ظهور رمادية زرقاء، مع لون رمادي أزرق أكثر تلاشى على صدرهم، يمكن أن تعيش طيور البطريق ماجلان تصل إلى 25 عاما في البرية، ولكن بقدر 30 عاما في الأسر.
الطيور الصغيرة عادة ما يكون لها نمط ملطخة على أقدامهم، والتي تتلاشى لأنها تكبر في مرحلة البلوغ، بحلول الوقت الذي تصل فيه هذه الطيور إلى حوالي عشر سنوات من العمر، تصبح أقدامها عادة سوداء بالكامل.
مثل الأنواع الأخرى من طيور البطريق، البطريق الماجلاني لديه أجنحة قاسية جدا تستخدم للسباحة تحت الماء.

## حمية
تتغذى طيور البطريق الماجلانية في الماء، وتفترس الحبار والكريل والقشريات الأخرى، وتبتلع مياه البحر بفريستها، غدتهم التي تفرز الملح تتخلص من الملح من أجسامهم، ويمكن لطيور البطريق البالغة الغوص بانتظام إلى أعماق تتراوح بين 20 مترا إلى 50 مترا من أجل العلف للفريسة، خلال موسم التكاثر الذكور والإناث لديهم أنماط الأعلاف والغوص مماثلة، فضلا عن تكوين النظام الغذائي، ولكن تحليل أنسجة العظام يشير إلى أن الوجبات الغذائية تختلف بعد الموسم عندما تتم إزالة القيود المفروضة من قبل تربية الفرخ.
طيور البطريق الماجلاني لا تواجه نقصا حادا في المواد الغذائية مثل طيور البطريق غالاباغوس، لأن لديهم إمدادات غذائية متسقة تقع على ساحل المحيط الأطلسي في أمريكا الجنوبية، ووجود الجرف القاري الكبير في المحيط الأطلسي يتيح لطيور البطريق الماجلاني العلف بعيدا عن مستعمرة تكاثرها.
وتبين أن قناديل البحر، بما في ذلك الأنواع الموجودة في جنس كريسورا وسيانيا، هي مواد غذائية مطلوبة بنشاط، في حين كان يعتقد في السابق أنها لم تبتلع إلا عن طريق الخطأ، تم العثور على تفضيلات مماثلة في البطريق أديلي، البطريق ذو العينين الصفراوين، والبطريق الصغير.

## تربية

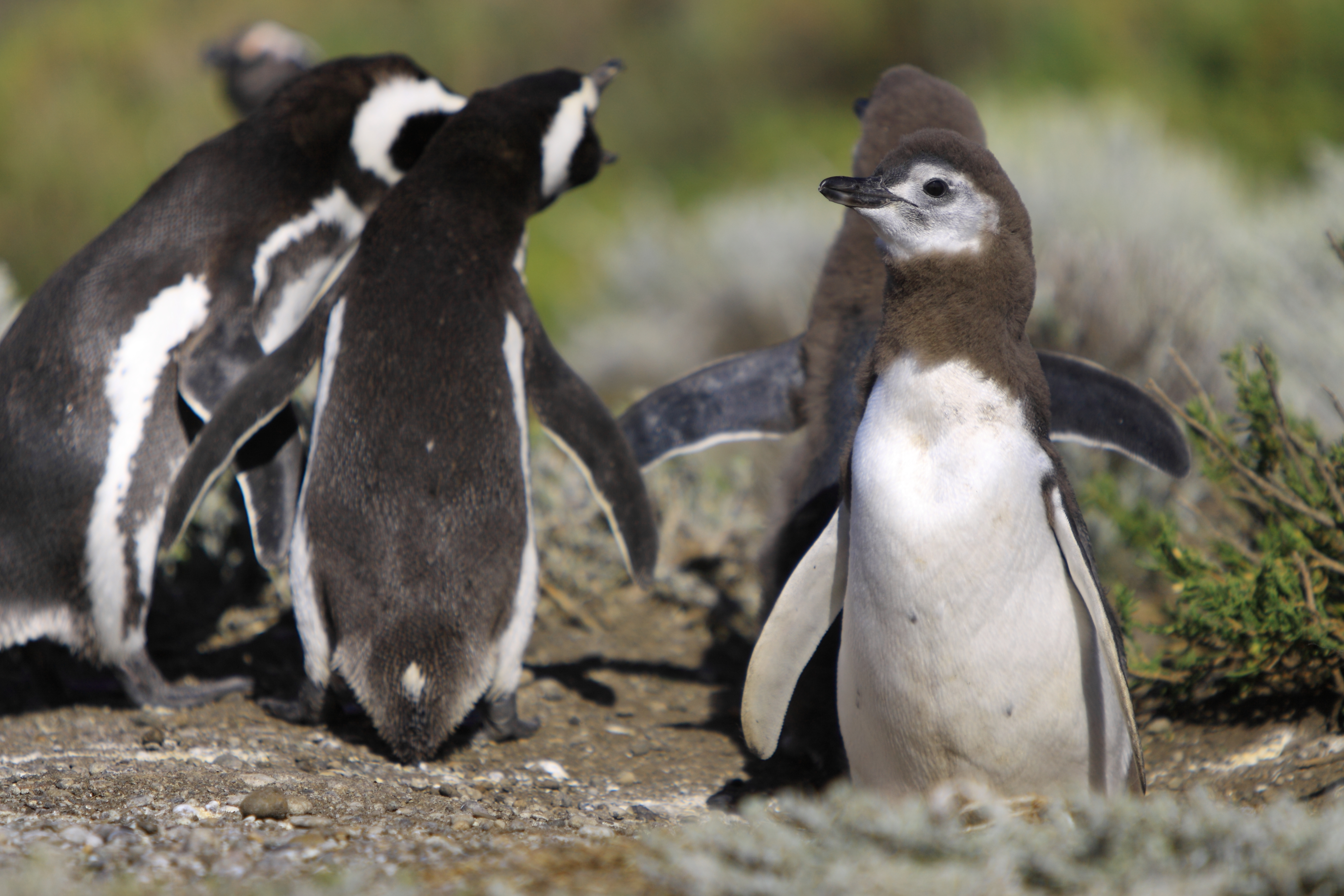
البالغات والصيصان بجوار جحرهم في كيب فيرجينيس، باتاغونيا، الأرجنتين

طيور البطريق الماجلانية تسافر في أسراب كبيرة عند البحث عن الطعام، في موسم التكاثر، تتجمع هذه الطيور في مستعمرات تعشيش كبيرة على سواحل الأرجنتين وجنوب تشيلي وجزر فوكلاند، التي تبلغ كثافة أعشاشها 20 عشا لكل 100 متر مكعب، يبدأ موسم التكاثر بوصول طيور البطريق الماجلانية البالغة إلى مستعمرات التربية في سبتمبر ويمتد إلى أواخر فبراير ومارس عندما تكون الفراخ ناضجة بما يكفي لمغادرة المستعمرات، وتقع واحدة من أكبر هذه المستعمرات في بونتا تومبو، ويتم بناء الأعشاش تحت الشجيرات أو في الجحور، يتم وضع بيضتين، وتستمر الحضانة من 39 إلى 42 يوما، وهي مهمة يتقاسمها الوالدان في نوبات تتراوح بين 10 أيام و15 يوما، ويعتني كلا الوالدين بالفراخ لمدة 29 يوما وتطعم كل يومين إلى ثلاثة أيام، عادة، يتم رفع كل من خلال مرحلة البلوغ، على الرغم من أن في بعض الأحيان يتم رفع فرخ واحد فقط، ويعتبر ماجلان ناجحة لتكون قادرة على تربية 0.7 الكتاكيت في المتوسط في موسم التكاثر.
تضع طيور البطريق الماجلاني بيضها في أماكن دافئة حيث تظل درجة الحرارة فوق 20 درجة مئوية.

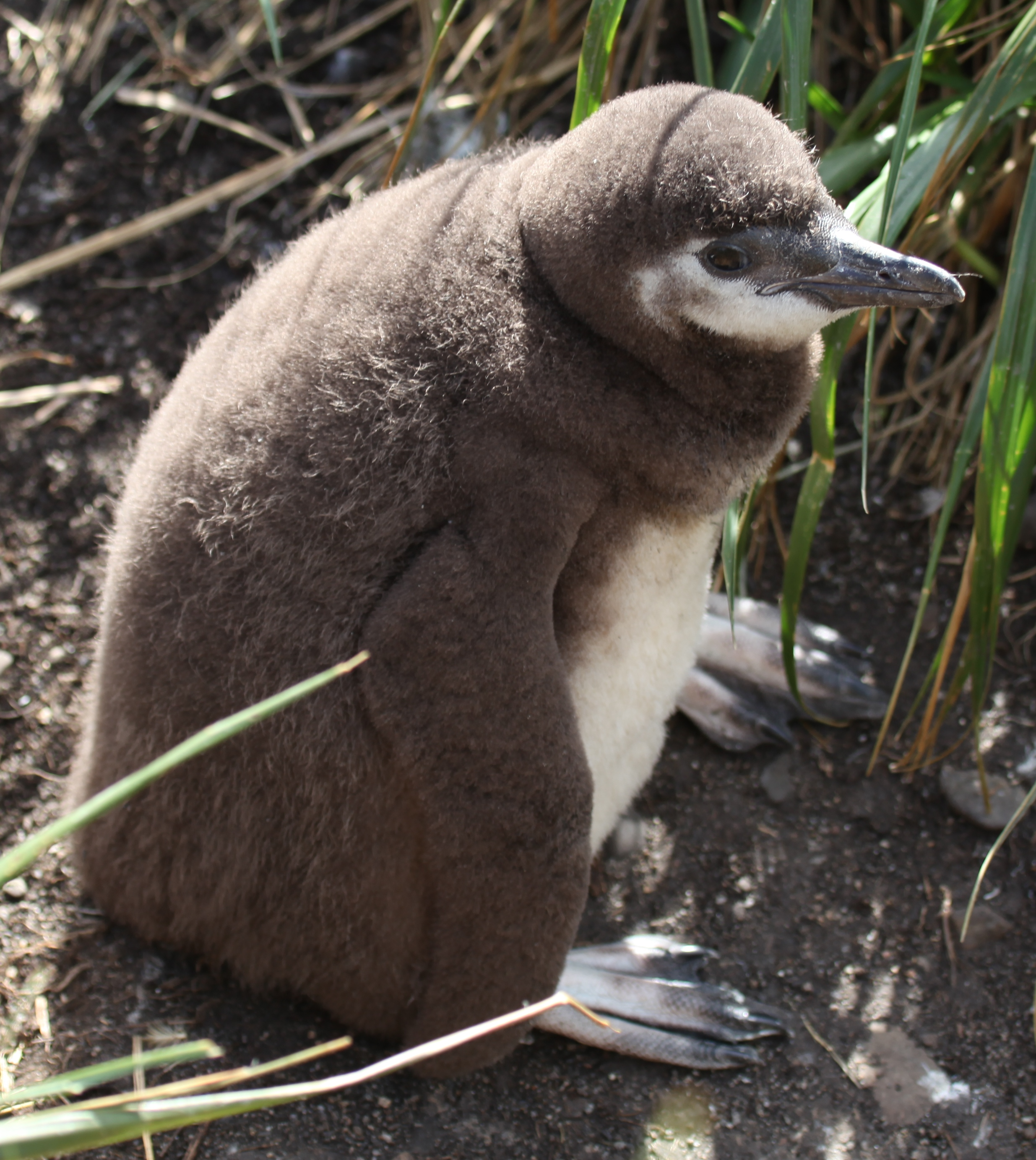
كتكوت في جزيرة إيسلا مارتيلو في تييرا ديل فويغو ، الأرجنتين

البطاريق الذكور والإناث يتناوبون الفقس، لأن العلف بعيدا عن أعشاشهم، الذكور يعودون من البحر في اليوم الذي توضع فيه البيضة الثانية لتأخذ بدورها الاحتضان، البيضة الثانية هي عموما أكبر ومع درجة حرارة أعلى من البيضة الأولى، الأول هو أكثر عرضة للبقاء على قيد الحياة، ولكن في بعض الظروف قد يتم تربية كل من الكتاكيت بنجاح، تتداخل طيور البطريق الماجلانية الذكور والإناث في المناطق البحرية التي يستخدمونها أثناء الأعلاف، ولا تظهر سوى فرق صغير في سلوكيات الأعلاف أثناء تربية الفرخ المبكرة.
طيور البطريق الماجلاني رفيقة مع نفس الشريك عاما بعد عام، يستعيد الذكر جحره من العام السابق وينتظر إعادة التواصل مع شريكته، الإناث قادرات على التعرف على زملائهن من خلال دعوتهم وحدها.
وبمجرد الانتهاء من موسم التكاثر، تهاجر طيور البطريق الماجلانية شمالا لفصل الشتاء، حيث تتغذى في المياه البحرية من بيرو والبرازيل.

## حالة الحفظ

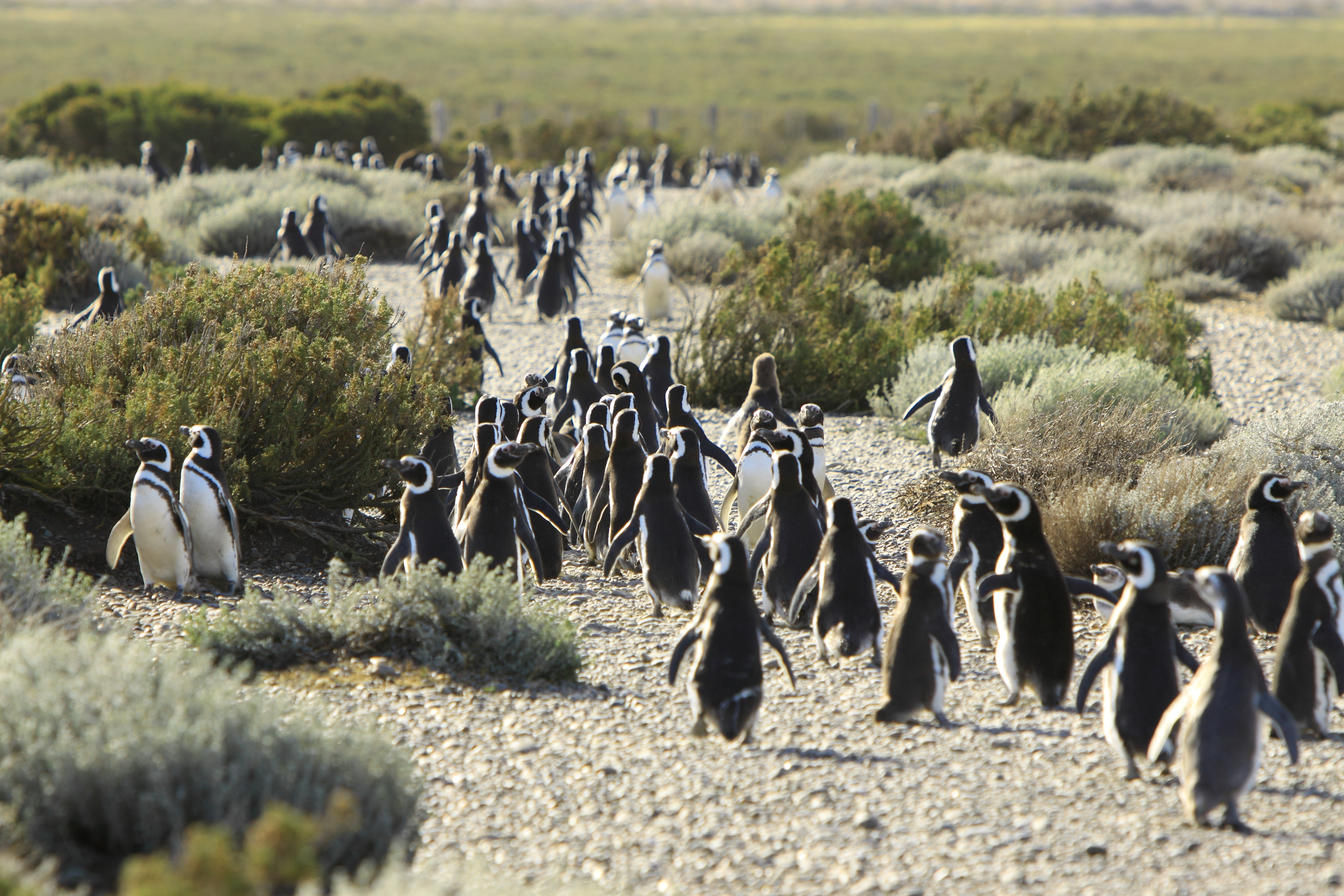
طيور البطريق ماجلان على ساحل باتاغونيا

ويصنف هذا النوع على أنه أقل قلقا وتناقصا.

## التهديدات
وتواجه أعداد طيور البطريق الماجلانية ضغوطا مختلفة، بما في ذلك التعرض للانسكابات النفطية المبلغ عنها وغير المبلغ عنها، والتغيرات في توافر الفرائس، وتغير المناخ، الافتراس الطبيعي يحدث من قبل أسود البحر، بيترلز العملاقة، والفقمة النمر التي تفترس على الكتاكيت. وافترست الورة البطريق قبل انقراضه، التفاعلات البشرية يمكن أن تسبب أيضا الإجهاد لفراخ البطريق، الكتاكيت فقست حديثا التي يزورها السياح تظهر استجابة الإجهاد، مع مستويات مرتفعة من الكورتيكوسترون في دمائهم، الكورتيكوستيرون مرتفعة ضارة لتطوير قوة العضلات، والنمو، ووظيفة المناعة.

### تسرب النفط
ومستعمرات التربية الكبيرة معرضة للانسكابات النفطية، التي تقتل 000 20 شخص بالغ و 000 22 حدث كل عام قبالة سواحل الأرجنتين، ويشكل التلوث المزمن الناجم عن تصريف النفط غير المبلغ عنه عن طريق الشحن البحري الدولي مشكلة مستمرة، ولا سيما في مضيق ماجلان، وفي شيلي، يتعرض هذا النوع أيضا للانسكابات النفطية من الشحن، وتشمل الانسكابات النفطية الشيلية التي تؤثر على طيور البطريق الانسكابات من نابير (1973) وميتولا VLCC (1974) وخوسيه فوكس (2001) والناقلة بيرغ نيس (2004).
كما تتعرض هذه الأنواع للانسكابات التي تحدث في بلدان أخرى حيث تتبع طيور البطريق مسارات الهجرة السنوية، في عام 2008، تم تزييت ما لا يقل عن 72 من طيور البطريق ماجلان وقتل بالقرب من مونتيفيديو، أوروغواي بعد تسرب من ناقلة النفط سيروس، وبعد الحدث، تم العثور أيضا على طيور البطريق المزيتة في البرازيل، إلى جانب طيور أخرى في حالة ضعف أو سوء تغذية، مما أثار تكهنات حول تأثير الانسكاب النفطي في أوروغواي على توافر الفريسة.
يمكن أن يقلل التعرض للنفط من مناعة طيور البطريق ويجعلها عرضة للفطريات والبكتيريا ومشاكل الرئة.
وقد اعتمد ممثلو حديقة الحيوان من جميع أنحاء العالم فقس البطريق الماجلاني وولدت لهم في الأسر، الاستشهادات اللازمة الذي يعمل على بناء مجموعات التأمين (على الرغم من أن هذه الحيوانات غير قادرة على المشاركة في أحداث الهجرة الموسمية أو العلف للفريسة، على عكس السكان البرية).

### تغير المناخ
أدى تغير المناخ إلى نزوح أعداد الأسماك، مما تسبب في أن تسبح بعض طيور البطريق الماجلانية على بعد 40 كيلومترا إضافيا (25 ميلا) من أعشاشها لصيد الأسماك، في حين أن طيور البطريق تسبح على بعد 80 كم إضافية (50 ميلا)، يجلس زملاؤها على عش، غير قادرين على التغذية، وقد انخفضت مستعمرة يتعقبها الاستاذ بجامعة واشنطن ب.، دى بورسما على بعد حوالى 1600 كم جنوب بوينس ايرس باكثر من 20 في المائة خلال ال22 عاما الماضية تاركة 200 الف زوج من التكاثر، بعض طيور البطريق الأصغر سنا تتحرك الآن مستعمراتها تربية الشمال لتكون أقرب إلى الأسماك، ولكن، في بعض الحالات، وهذا هو وضعها على الأراضي الخاصة، غير المحمية، ونتيجة لهذه التغييرات، من المعروف أن بعض طيور البطريق قد فقدت أو ارتبكت، وفي الوقت الحاضر، يشهد 12 نوعا من أصل 17 نوعا من طيور البطريق انخفاضا سريعا في عدد السكان، وأظهرت دراسة حديثة للبروفيسور دي بورسما أن زيادة العواصف المطيرة الناجمة عن تغير المناخ الذي يؤثر على أنماط الطقس كان لها تأثير كبير على سكان الفراخ، الفراخ لم تنمو بعد الريش للماء لذلك هم أكثر عرضة للموت من انخفاض حرارة الجسم عندما تحصل على الرطب خلال العواصف الكبيرة.
زيادة وتيرة الأحداث المتطرفة، مثل العواصف والجفاف وأقصى درجات الحرارة وحرائق الغابات، المرتبطة بتغير المناخ، يزيد من الفشل الإنجابي في طيور البطريق ماجلان.

### وفيات جماعية
وفي عام 2008، عثر على أكثر من 400 بطريق ميت على شواطئ ريو دي جانيرو، وفي ذلك العام، استقبلت حديقة نيتروي أيضا 100 بطريق في حالة مزيتة ويحتاجون إلى العلاج.
وفي عام 2010، عثر على 550 بطريقا على الساحل البرازيلي، ويعتقد أنهم تضوروا جوعا حتى الموت، وفي حزيران يونيو2012، سجلت أعداد أكبر، حيث اكتشف 742 بطريقا ماجلانيا في حالة متحللة على شواطئ البرازيل، وتم التحقيق في أسباب الوفاة، كانت الطيور صغيرة ويفترض أن "أسباب طبيعية"، وقبل عام 2010، كان من المتوقع العثور على ما يقرب من 10 طيور بطريق ميتة فقط على الشاطئ في عام نموذجي.

## الحفاظ على
تلتزم حكومة مقاطعة تشوبوت بإنشاء محمية بحرية أو  MPA)) من أجل حماية طيور البطريق والأنواع البحرية الأخرى بالقرب من أكبر مستعمرة تربية بطريق الماجلان، ومن المرجح أن يؤدي إنشاء سلطة حماية الطبيعة إلى تحسين نجاح المستعمرات في تربية المستعمرات، فضلا عن زيادة توافر الفرائس، والحد من مسافة الأعلاف، وزيادة وتيرة التغذية.

## روابط خارجية
- Planetark.org ، 16 فبراير 2009
- بطاريق ماجلان في تشيلي باتاغونيا
- فيديو - فراخ البطريق ماجلاني في حديقة حيوان سان فرانسيسكو
- بالفيديو - مسيرة فراخ البطريق في حديقة حيوان سان فرانسيسكو
- طيور البطريق ماجلان من الموقع الدولي لحماية البطريق
- عالم البطريق: البطريق ماجلاني
- Penguin Pedia: طيور البطريق Magellanic
- Pinguins.info ، معلومات عن جميع أنواع طيور البطريق
- بطريق ماجلاني مرتبك يضل مسافة 5000 كيلومتر عن مساره
- Roscoe, R. "Magellanic Penguin". Photo Volcaniaca. مؤرشف من الأصل في 2020-01-05. اطلع عليه بتاريخ 2008-04-13.